# Raffaello Romanelli
Raffaello Romanelli (Firenze, 13 maggio 1856 – Firenze, 2 aprile 1928) è stato uno scultore italiano, autore di più di 300 opere.

## Biografia
Il professor Romanelli fu membro di una famiglia di scultori composta dal padre Pasquale Romanelli e dai figli Romano e Carlo. Appunto con il padre comincia gli studi artistici, poi si iscrive all'Accademia di belle arti di Firenze, è allievo di Augusto Rivalta (allievo di Giovanni Dupré e una volta diplomato comincia a lavorare nell'atelier di famiglia. Nel 1880 vinse il pensionato di Roma con un Muzzio Scevola, e ottenne il premio quadriennale dell'Accademia con l'Opera L'Indemoniato che si Getta ai Piedi di Cristo.
A 30 anni, nel 1889 è eletto giudice per l'Italia nella sezione delle Arti per l'Esposizione Universale di Parigi.
Già da giovane vince molti concorsi, sia nazionali che internazionali (Argentina, Cuba, Francia, Germania, Romania, Russia, Stati Uniti d'America e Venezuela), venendo particolarmente apprezzato negli Stati Uniti, molte sue opere si trovano a Detroit e Kansas City, dove gli è stato addirittura dedicato un parco, il Romanelli Garden, e in Romania, dove fu l'artista ufficiale della famiglia reale, di cui ha dipinto quattro ritratti, e dove ha realizzato 40 opere.
In Italia invece tra le sue opere maggiori possiamo ricordare il monumento al re Carlo Alberto, il monumento di Giuseppe Garibaldi a Siena, il busto di Benvenuto Cellini sul Ponte Vecchio di Firenze e il cenotafio di Donatello nella basilica di San Lorenzo, sempre a Firenze.
Lavorò anche a Livorno, dove si occupò delle decorazioni scultoree della cappella Bastogi nel cimitero della Misericordia e del busto a Benedetto Brin.
Ma la sua fama è legata al grande gruppo in bronzo da lui eretto agli "studenti caduti a Curtatone" nell'Univestià di Siena e al colossale monumento equestre a Carlo Alberto al giardino del Palazzo del Quirinale in Roma.
Ha insegnato all'Accademia delle Belle Arti di Firenze.

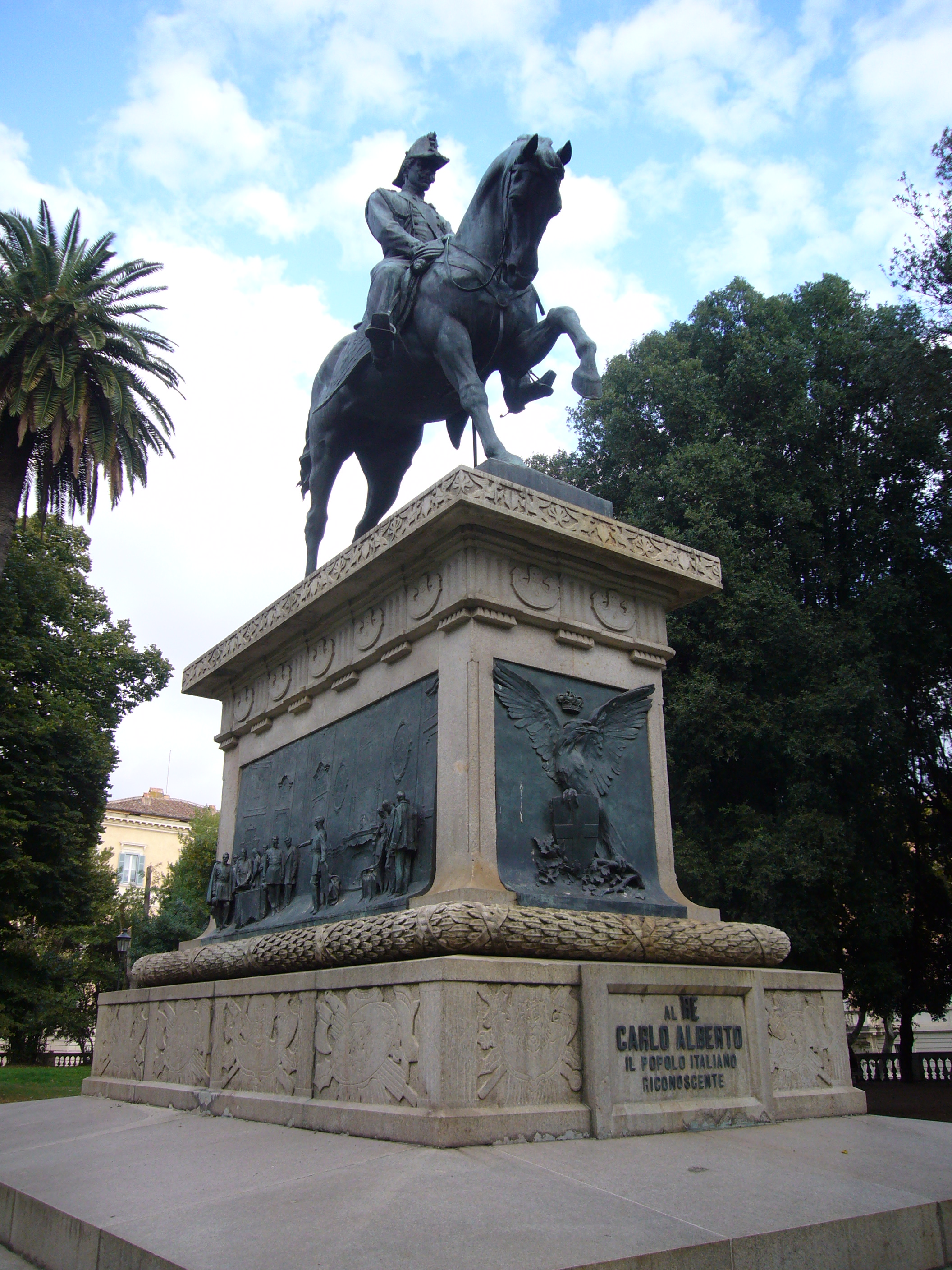
Roma, monumento a Carlo Alberto al giardino del Quirinale.

## Opere maggiori
- Muzio Scevola, 1880 Galleria dell'Accademia Firenze
- Busto di Benvenuto Cellini sul Ponte Vecchio, Firenze
- Monumento a Giuseppe Garibaldi, giardini della Lizza, Siena (1896)
- Cenotafio di Donatello nella basilica di San Lorenzo, Firenze (1896)
- Monumento a Ubaldino Peruzzi, primo sindaco di Firenze, Firenze
- Monumento del re Carol I di Romania, Castello di Peles
- Gruppo statuario del Castello di Peles
- Statua di Mihail Kogălniceanu, Iași (1911)
- Statua di Alexandru Ioan Cuza, Iași (1912)
- Monumento del condottiero dei Dorobanti, Turnu Măgurele (1907)
- Cristianità Emergendo dal Paganesimo. Esposizione Universale di San Francisco, Panama Pacific International Exposition (PPIE), 1915 ("The Statue is the work of Raffaello Romanelli, who is to Italy what Rodin is to France. It is the largest piece of marble at the Exposition" San Francisco Chronicle, July 4th, 1915)
- Ritratto di Benedetto XV ("Papa Benedetto non aveva mai accettato prima di posare per qualsiasi raffigurazione, ha posato più volte per Romanelli. La Tribuna-Roma Feb 2, 1915)
- Monumento dello zar Alessandro II, Russia (la commissione fu vinta in un concorso in tre manches, contro altri 142 prominenti architetti Europei. Romanelli vince ogni una. La commissione fu pagata $350,000 dell'epoca. "La Patria" di Bologna Febbraio 4, 1915)
- Cleopatra, & Mercurio Volante(1916) Golden Gate Park Memorial Museum, San Francisco
- Busto di Dante Alighieri, Detroit (1927)
- Monumento a John Wister, Filadelfia (1903)
- Fontana della rana e dell'airone, Stabilimento Regina, Terme di Montecatini.